# Слисарчук, Артём Александрович
Артём Алекса́ндрович Слисарчу́к (укр. Артем Олександрович Слісарчук; 2 апреля 1990, Шепетовка — 24 марта 2022, Изюм) — украинский военнослужащий, старший лейтенант, участник российско-украинской войны. Герой Украины (2 апреля 2022, посмертно).

## Биография
Окончил 9 классов школы-гимназии. После окончания 9 классов получал образование в техникуме. Занимался спортом.
10 января 2013 года поступил на военную службу по контракту. Пройдя путь от солдата до сержанта, занимал должности оператора зенитного ракетного обслуживания, командира отделения старшего оператора радиолокационной станции отделения боевого управления, заместителя начальника зенитного ракетного обслуживания.
Затем поступил в Харьковский национальный университет Воздушных Сил имени Ивана Кожедуба. Окончив курсы повышения квалификации, получил первое офицерское звание - младший лейтенант. Его офицерская карьера началась с должности начальника зенитного ракетного обслуживания.
С начала полномасштабного вторжения он вместе с собратьями выполнял боевое задание на Харьковщине.
24 марта 2022 года во время 7-го выезда в зону проведения операции объединенных сил погиб под городом Изюм Харьковской области.
26 апреля 2022 года похоронен в Шепетовке.
Остались мать и сестра.

## Награды
- Звание «Герой Украины» с удостоением ордена «Золотая Звезда» (2 апреля 2022, посмертно) — за личное мужество и героизм, проявленные в защите государственного суверенитета и территориальной целостности Украины, верность военной присяге[4][5].